# Modicogryllus pallipes
Modicogryllus pallipes är en insektsart som först beskrevs av Lucien Chopard 1925.  Modicogryllus pallipes ingår i släktet Modicogryllus och familjen syrsor. Inga underarter finns listade i Catalogue of Life.